# Meadowbrook (Virginie)
 (mars 2025).
Meadowbrook est une census-designated place située dans le comté de Chesterfield, dans l’État de Virginie, aux États-Unis. Lors du recensement de 2020, elle comptait 20 898 habitants.